# Kaedan Korczak
Kaedan Korczak, född 29 januari 2001, är en kanadensisk professionell ishockeyback som är kontrakterad till Vegas Golden Knights i National Hockey League (NHL) och spelar för Henderson Silver Knights i American Hockey League (AHL). Han har tidigare spelat för Kelowna Rockets i Western Hockey League (WHL).
Korczak draftades av Vegas Golden Knights i andra rundan i 2019 års draft som 41:a spelare totalt.

## Statistik
| 2014–2015  | Yorkton Terriers         | SAAHL      | 23  | 7  | 10 | 17  | 14  | 9 | 2 | 2 | 4 | 0  |
| 2015–2016  | Yorkton Maulers          | SMAAAHL    | 42  | 2  | 13 | 15  | 36  | 5 | 0 | 1 | 1 | 16 |
| 2016–2017  | Yorkton Maulers          | SMAAAHL    | 42  | 11 | 18 | 29  | 62  | 7 | 3 | 2 | 5 | 20 |
|            | Kelowna Rockets          | WHL        | 4   | 0  | 0  | 0   | 0   | 5 | 0 | 0 | 0 | 0  |
| 2017–2018  | Kelowna Rockets          | WHL        | 67  | 3  | 13 | 16  | 44  | 4 | 1 | 3 | 4 | 0  |
| 2018–2019  | Kelowna Rockets          | WHL        | 68  | 4  | 29 | 33  | 64  | — | — | — | — | —  |
| 2019–2020  | Kelowna Rockets          | WHL        | 60  | 11 | 38 | 49  | 27  | — | — | — | — | —  |
| 2020–2021  | Kelowna Rockets          | WHL        | 15  | 3  | 5  | 8   | 23  | — | — | — | — | —  |
|            | Henderson Silver Knights | AHL        | 11  | 0  | 2  | 2   | 8   | 5 | 1 | 0 | 1 | 0  |
| 2021–2022  | Vegas Golden Knights     | NHL        | 1   | 0  | 0  | 0   | 0   | — | — | — | — | —  |
|            | Henderson Silver Knights | AHL        | 13  | 1  | 1  | 2   | 8   | — | — | — | — | —  |
| NHL totalt | NHL totalt               | NHL totalt | 1   | 0  | 0  | 0   | 0   | — | — | — | — | —  |
| AHL totalt | AHL totalt               | AHL totalt | 24  | 1  | 3  | 4   | 16  | 5 | 1 | 0 | 1 | 0  |
| WHL totalt | WHL totalt               | WHL totalt | 214 | 21 | 85 | 106 | 158 | 9 | 1 | 3 | 4 | 0  |

### Internationellt
| Källa: Uppdaterad: 2022-02-02 | Källa: Uppdaterad: 2022-02-02 | Källa: Uppdaterad: 2022-02-02 |         | Utv = Utvisningsminuter | Utv = Utvisningsminuter | Utv = Utvisningsminuter | Utv = Utvisningsminuter | Utv = Utvisningsminuter |
| År                            | Lag                           | Mästerskap                    | Matcher | Mål                     | Assists                 | Poäng                   | Utv                     |                         |
| ----------------------------- | ----------------------------- | ----------------------------- | ------- | ----------------------- | ----------------------- | ----------------------- | ----------------------- | ----------------------- |
| 2018                          | Kanada                        | Hlinka Gretzky                | 5       | 0                       | 3                       | 3                       | 8                       |                         |
| 2019                          | Kanada                        | U18-VM                        | 7       | 0                       | 1                       | 1                       | 4                       |                         |
| 2021                          | Kanada                        | JVM                           | 7       | 0                       | 1                       | 1                       | 2                       |                         |
| Junior totalt                 | Junior totalt                 | Junior totalt                 | 19      | 0                       | 5                       | 5                       | 14                      |                         |